# Raio de Larmor
O raio de Larmor (também conhecido como raio de rotação, girorraio ou raio ciclotron) é o raio do movimento circular de uma partícula carregada na presença de um campo magnético uniforme.
{\displaystyle r_{g}={\frac {mv_{\perp }}{|q|B}}}
onde
- {\displaystyle r_{g}\ } é o raio de Larmor,
- {\displaystyle m\ } é a massa da partícula carregada,
- {\displaystyle v_{\perp }} é a componente da velocidade perpendicular à direção do campo magnético,
- {\displaystyle q\ } é a carga da partícula, e
- {\displaystyle B\ } é a intensidade do campo magnético constante.

Similarmente, a frequência deste movimento circular é conhcecida como girofrequência or frequência ciclotron, e é dada em radianos/segundo por:
{\displaystyle \omega _{g}={\frac {|q|B}{m}}}
e em Hz por:
{\displaystyle \ f_{g}={\frac {qB}{2\pi m}}}
Para elétrons, a frequência é
{\displaystyle \nu _{e}=(2.80\times 10^{10}\,\mathrm {Hz} )\times (B/\mathrm {T} )}

## Caso Relativístico
A equação para o raio de Larmor também vale para movimento relativístico. Nesse caso, a velocidade e massa do objeto em movimento deve ser trocada pelo momento relativístico {\displaystyle mv_{\perp }\rightarrow p_{\perp }}:
{\displaystyle r_{g}={\frac {p_{\perp }}{|q|B}}}
Para cálculos em astrosfísica de partículas e outras áreas, as quantidades físicas podem ser expressas em unidades próprias, o que resulta nas simples fórmulas numéricas
{\displaystyle r_{g}/\mathrm {m} =3.3\times {\frac {p_{\perp }/(\mathrm {GeV/c} )}{|Z|(B/\mathrm {T} )}}}
onde
- {\displaystyle Z\ } é a carga do objeto em unidades elementares.

## Derivação
Se a partícula carregada está se movendo, ela experimentará uma Força de Lorentz dada por:
{\displaystyle {\vec {F}}=q({\vec {v}}\times {\vec {B}})}
em que
{\displaystyle {\vec {v}}} é o vetor velocidade,
{\displaystyle {\vec {B}}} é o vetor campo magnético, e
{\displaystyle q} é a carga elétrica da partícula.
Note que a direção da força é dada pelo produto vetorial da velocidade e do campo magnético. Portanto, a força de Lorentz sempre será perpendicular à direção do movimento, fazendo a partícula se mover em um círculo. O raio do círculo pode ser determinado igualando a magnitude da força de Lorentz à força centrípeta:
{\displaystyle {\frac {mv_{\perp }^{2}}{r_{g}}}=qv_{\perp }B}
em que
{\displaystyle m} é a massa da partícula (ou massa relativística para altas velocidades),
{\displaystyle {v_{\perp }}} é a componente da velocidade perpendicular à direção do campo magnético, e
{\displaystyle B} é a intensidade do campo magnético.
Isolando {\displaystyle r_{g}}, o raio de Larmor é:
{\displaystyle r_{g}={\frac {mv_{\perp }}{qB}}}
Portanto, o girorraio é diretamente proporcional à massa e velocidade da partícula, e inversamente proporcional à carga elétrica da partícula e intensidade do campo magnético.